# 129259 Tapolca
129259 Tapolca este un asteroid din centura principală de asteroizi.

## Descriere
129259 Tapolca este un asteroid din centura principală de asteroizi. A fost descoperit pe 25 august 2005 la Piszkesteto de Krisztián Sárneczky și Dorottya Szám. Asteroidul prezintă o orbită caracterizată de o semiaxă mare de 3,49 ua, o excentricitate de 0,06 și o înclinație de 8,7° în raport cu ecliptica.